# Pavetta birmahica
Pavetta birmahica  (лат.) — вид двудольных растений рода Паветта (Pavetta) семейства Мареновые (Rubiaceae). Впервые описан голландским ботаником Корнелисом Бремекампом в 1934 году.

## Распространение, описание
Эндемик Мьянмы. Описан из местности Минхэа.
Нанофанерофит либо фанерофит. Кустарник. Листья эллиптической формы, размером 4—8×2,5—4,8 см, опушённые; черешок 1—1,5 см длиной.

## Синонимы
Синонимичные названия:
- Pavetta birmahica var. tomentosa Bremek.
- Pavetta gamblei Bremek.